# Petrus Michaelis Ostrogothus
Petrus Michaelis (Michaëlis) Ostrogothus, sannolikt född omkring 1540 i Vadstena, död 10 oktober 1580 i Linköping, var en svensk latinpoet, domprost och biskop i Linköping.

## Biografi
Petrus Michaelis skrev sig omväxlande som Ostrogothus och Wadstenensis. Som alumn från stadsskolan i Vadstena studerade Petrus Michaelis i Tyskland på 1560-talet och besökte bland annat universiteten i Wittenberg och Rostock, där han inmatrikulerades 14 april 1562. 1568 blev han decanus och 1574 domprost i Linköping. "[S]åsom icke obenägen" för Johan III:s liturgi utnämndes han 1580 till biskop i Linköpings stift, men hann inte tillträda ämbetet utan avled 10 oktober 1580. Hans gravsten i Linköpings domkyrka finns beskriven i Rhyzelius Episcoposcopia Sviogothica, men har sedermera gått förlorad.

### Familj
Petrus Michaelis var gift med "then ädla och Wälbördig" Karin Jöransdotter, som enligt osäkra och sannolikt felaktiga uppgifter ska ha varit dotter till Göran Hansson (Gyllenmåne) och Märta Tönnesdotter Tott på Högsjögård i Västra Vingåkers socken. Med sin hustru fick Petrus Michaelis döttrarna Anna, Elin (död 1580), Karin och Gunnil.